# Comté d'Estill
Pour les articles homonymes, voir Estill.
Le comté d'Estill est un comté situé dans l'État du Kentucky aux États-Unis, fondé en 1808. Son siège est Irvine. Selon le recensement de 2010, sa population était de 14 672 habitants.
C'est un dry county.